# Sanassy M'Bemba Camara
Pour les articles homonymes, voir Camara.

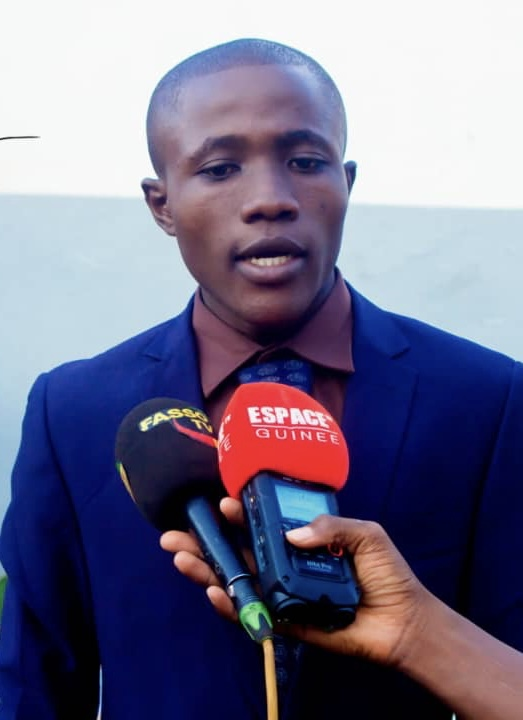

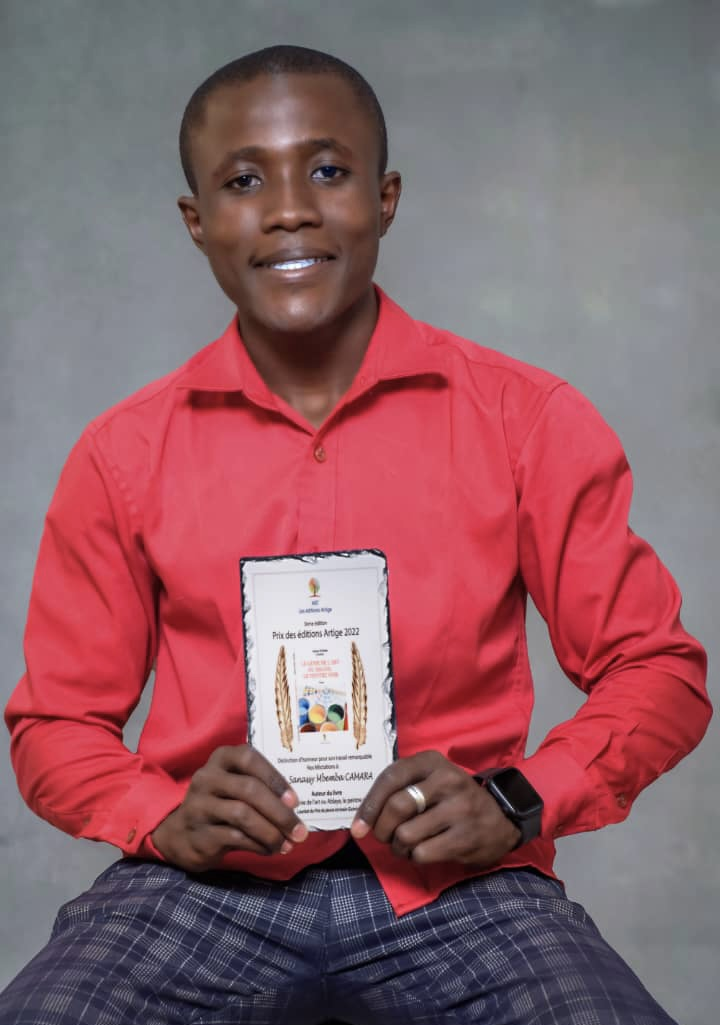

Sanassy M'bemba Camara né le 22 avril 2000 à Kankan en république de Guinée, est un poète, conteur et romancier guinéen,.

## Biographie et études

### Biographie
Sanassy M'Bemba Camara né en avril 2000 à Kankan, est fil de Madifing Camara, un fonctionnaire d'Etat et de Aminata Camara commerçante.

### Etudes
Sanassy effectue ses études primaires au groupe scolaire privé Hadja Aicha Bah de la 1ère année à la 5ème année puis au groupe scolaire privé Aprofig où il obtient son examen d'entrée en 7ème année. Il effectue une partie de son collège au Lycée Morifindjan Diabaté de la 7ème année à la 8ème année, puis la 9ème année à la 11ème année au groupe scolaire privé Hadja Aicha Bah et par la suite la 12ème année au complexe scolaire Cosnak ou il obtiendra son baccalauréat en 2019.
Orienté à l'université Julius Nyerere de Kankan au département de sociologie où il obtient en 2022, un diplôme de sociologie et spécialisé en développement communautaire.

## Parcours professionnel
Depuis 2021, Sanassy est le représentant des éditions Mametouty du Sénégal en Guinée, président du mouvement plume Africaine en guinée et correspondant régional du SALEC à Kankan.

## Œuvres

### Roman
- 2022 ː La force du destin ou Demba le héros de Nabaya, roman, Éditions Essaim Plumes ;

### Poésie
- Le génie de l'art ou Ablaye le peintre noir, poésie, Artige  Éditions, Dakar, 2021[6],[7];
- Les Ténèbres d'Afrique, Prostyle Éditions, Bamako, 2022;
- Aimons encore, poésie, Les Éditions plumes inspirées, Conakry, 2021[8];
- Les Cris du cœur, poésie, Pabloemma, Cameroun, 2021.

### Contes
- Les contes de mon grand-père, contes, Éditions Midi, Cameroun, 2021
- Le Maitre de la parole, contes , Immaculée Éditions, Bénin, 2022

### Essai
- 2023 ː Benie Nasayon Kouyaté, mère des orphelins ou l'espoir des enfants démunis, essai publié chez les éditions Artige Sénégal[9],[10].

- 2023 ː La légende du rap malien, eloge épique du fils prodige Iba One, roman, Prostyle éditions, Mali ;
- 2024 ː Lettre au président, roman, le Sitar, Éditions Yigui Guinée[11],[12].